# Shōjo Comic
Shōjo Comic (少女コミック Shōjo Komikku?,  comúnmente abreviado como 少コミ Shōkomi, Sho-Comi o Shōcomi) es un revista bimensual de Shōjo manga que se publica en Japón desde 1968. La editorial a cargo es Shogakukan, quien también se encarga de publicar otras revistas como Shūkan Shōnen Sunday, Big Comic Spirits, Betsucomi o Cheese! entre muchas otras.
Durante su primer año fue una publicación mensual, y en 1969 pasó a ser bimensual hasta 1970, donde se decidió que debido a su gran éxito pasaría a ser de tirada semanal hasta 1978, donde volvería salir dos veces al mes. La mayoría del Shōjo más importante y reconocido de la década de los '70 fue publicado en la Sho-comi. La revista está dirigida a chicas de entre quince a dieciocho años, y en la actualidad cuenta con autoras como Minami Kanan, Ai Minase, Rina Yagami, Go Ikeyamada o Ayumi Cocoro.
Cabe destacar que en sus principios el contenido de toda la revista era bastante light, aunque con el paso del tiempo, y debido a obras tan exitosas como Kaikan Phrase de la célebre Mayu Shinjo, en la actualidad Sho-comi tiene mucho más contenido sexual que sus competidoras Margaret y Hana to Yume. 
Todas las obras publicadas en Sho-comi se recopilan en tankoubons bajo el sello Flower Comics.

## Mangakas y sus obras
- Mitsuru Adachi
  - Hiatari Ryōkō!

- Kotomi Aoki
  - Asa mo, Hiru mo, Yoru mo
  - Boku wa Imōto ni Koi wo Suru
  - Boku no Hatsukoi wo Kimi ni Sasagu
  - Ijiwaru Shinaide

- Mōto Hagio
  - Tōma no Shinzō
  - They were 11

- Mann Izawa (historia) y Yumiko Igarashi (arte)
  - Georgie!

- Gō Ikeyamada
  - Moe Kare!!
  - Uwasa no Midori-kun
    - Suki Desu Suzuki-kun
    - Kobayashi ga kawaisugite tsurai!!

- Shōtarō Ishinomori
  - Cyborg 009 (5.ª versión, 1975–1976)
  - Miyuki Kitagawa
  - Tokyo Juliet

- Kanan Minami
  - Honey x Honey Drops
  - Ren'ai Shijō Shugi
  - Chain of Pearls

- Kaho Miyasaka
  - Binetsu Shoujo
  - Kare First Love
  - Aqua Mizuto
  - Milk Crown
  - Milk Crown H!

- Iori Shigano
  - Kapōn!
  - Sonna Koe Dashicha Iya!

- Mayu Shinjō
  - Kaikan Phrase
  - Love Celeb
  - Ai wo Utau yori Ore ni Oborero! (Blaue Rosen)

- Chie Shinohara
  - Ao no Fūin Blue Seal
  - Red River Sora wa Akai Kawa no Hotori
  - Akatsuki no Lion Safaktaki Aslan

- Keiko Takemiya
  - Kaze to Ki no Uta
  - Masami Takeuchi
  - Moondrop ni Oyasumi

- Yuu Watase
  - Alice 19th
  - Appare Jipangu!
  - Ayashi no Ceres
  - Fushigi Yūgi
  - Fushigi Yūgi Genbu Kaiden
  - Imadoki!
  - Zettai Kareshi

- Rie Takada
  - Punch!
  - Heart
  - Wild Act
  - Happy Hustle High